# Nadzieja (film)
Nadzieja – polsko-niemiecki dramat kryminalny z 2007 roku w reżyserii Stanisława Muchy. 
Zdjęcia do filmu ruszyły 25 kwietnia 2006 roku. Realizowano je w następujących plenerach: Warszawa (m.in. Filharmonia Narodowa, Areszt Śledczy w Warszawie-Służewcu, zakład karny w Białołęce), Kolonia, Hel, Goźlin Górny oraz kościół w Mariańskim Porzeczu.

## Opis fabuły
Głównym bohaterem jest Franciszek Ratay, który pewnego dnia jest świadkiem kradzieży z kościoła obrazu „Anioł ze skrzypcami”. Całe zajście nagrywa amatorską kamerą. Złodziejem okazuje się Benedykt Weber, właściciel galerii i znawca sztuki. Franciszek przychodzi do jego galerii, po czym szantażuje go, grożąc, iż przekaże policji nagranie, jeśli obraz w ciągu trzech dni nie wróci na miejsce.

## Obsada
- Rafał Fudalej – Franciszek Ratay
- Zbigniew Zapasiewicz – Krystian Ratay, ojciec Franciszka
- Zbigniew Zamachowski – Sopel, inspektor policji
- Wojciech Pszoniak – Benedykt Weber
- Kamilla Baar – Klara
- Jan Frycz – paser Gustaw
- Michał Breitenwald – strażnik więzienny
- Zdzisław Szymborski – mężczyzna na konferencji prasowej
- Joanna Jabłczyńska – dziewczyna w budce telefonicznej
- Julia Pietrucha – dziewczyna w budce telefonicznej

i inni.